# Leucothoe spinicarpa
Leucothoe spinicarpa is een vlokreeftensoort uit de familie van de Leucothoidae. De wetenschappelijke naam van de soort is voor het eerst geldig gepubliceerd in 1789 door Abildgaard.